# Pielęgniczka trójpręga
Pielęgniczka trójpręga (Apistogramma trifasciata) – słodkowodna ryba z rodziny pielęgnicowatych. Hodowana w akwariach.

## Występowanie
Ameryka Południowa – dorzecze Amazonki i Parany (Argentyna, Brazylia, Paragwaj). 

## Opis
Jedna z mniejszych pielęgnic południowoamerykańskich.
Mało agresywna, ale wymaga obszernego zbiornika, w którym wyznacza rewiry. Może przebywać w zbiorniku wielogatunkowym. W akwarium wymaga gęstej roślinności, korzeni, kryjówek wśród kamiennych konstrukcji oraz miękkiego podłoża. Tworzy stada haremowe, zwykle jeden samiec dobiera 3 lub 4 samice.
Dymorfizm płciowy: samiec większy (dorasta do ok. 6 cm, samica do 5 cm długości). Dorosłe samce mają wydłużone pierwsze promienie płetwy grzbietowej.
Młode wylęgają się po ok. 3 dniach. Opiekę nad potomstwem sprawuje samica. Samiec strzeże rewiru.
| Zalecane warunki w akwarium | Zalecane warunki w akwarium                                                      |
| --------------------------- | -------------------------------------------------------------------------------- |
| Zbiornik                    | średni, minimum 60 cm (dla jednej pary, dla grupy haremowej odpowiednio większy) |
| Temperatura wody            | 20–28 °C                                                                         |
| Twardość wody               | 1–10°n                                                                           |
| Skala pH                    | ok. 6,5                                                                          |
| Pokarm                      | drobny żywy i w płatkach                                                         |